# Ilídio Mariz Simões
Um dos percursores da energia em Portugal, nascido a 3 de Junho de 1899, em Lisboa. Foi director da Central Tejo, bem como escreveu diversas obras relacionadas com energia em Portugal  e com a história de Portugal, entre outras. Participou na construção da barragem da Tapada do Outeiro.